# Uzer (Hautes-Pyrénées)
Uzer település Franciaországban, Hautes-Pyrénées megyében. Lakosainak száma 104 fő (2022. január 1.). Uzer Argelès-Bagnères, Bagnères-de-Bigorre, Bettes, Castillon, Gerde és Lies községekkel határos.

## Népesség
A település népessége az elmúlt években az alábbi módon változott:
| Lakosok száma | 104  | 105  | 110  | 105  | 103  | 102  | 103  | 103  | 104  |
|               | 2013 | 2015 | 2016 | 2017 | 2018 | 2019 | 2020 | 2021 | 2022 |